# Ковалёв, Павел Степанович
Павел Степанович Ковалёв (1913—1979) — капитан Советской Армии, участник Великой Отечественной войны, Герой Советского Союза (1944).

## Биография
Павел Ковалёв родился 10 декабря 1913 года в деревне Ново-Софиевка. После окончания начальной школы работал пастухом, затем в Смоленском железнодорожном депо. Окончил рабфак. В 1935 году Ковалёв был призван на службу в Рабоче-крестьянскую Красную Армию. Окончил школу младших командиров, затем в 1939 году — курсы младших лейтенантов. С июня 1941 года — на фронтах Великой Отечественной войны. Семь раз был ранен, четыре из них — тяжело. К июню 1944 года гвардии старший лейтенант Павел Ковалёв командовал батареей 73-го гвардейского отдельного истребительно-противотанкового дивизиона 67-й гвардейской стрелковой дивизии 6-й гвардейской армии 1-го Прибалтийского фронта. Отличился во время освобождения Белорусской ССР.
Начиная с 23 июня 1944 года, батарея Ковалёва находилась в боевых порядках стрелковых частей, поддерживая их действия своим огнём. 25 июня у деревни Узречье Бешенковичского района Витебской области батарея одной из первых переправилась через Западную Двину и за короткий промежуток времени уничтожили 9 пулемётов и около 25 солдат и офицеров противника. 2 июля под станцией Горчаки Полоцкого района батарея Ковалёва подавила батарею миномётов противника, уничтожила 4 тяжёлых миномёта с тягачами и расчётами.
Указом Президиума Верховного Совета СССР от 22 июля 1944 года за «образцовое выполнение заданий командования и проявленные мужество и героизм в боях с немецкими захватчиками» гвардии старший лейтенант Павел Ковалёв был удостоен высокого звания Героя Советского Союза с вручением ордена Ленина и медали «Золотая Звезда» за номером 4403.
После окончания войны Ковалёв продолжил службу в Советской Армии. В 1949 году он окончил курсы усовершенствования командного состава. В 1957 году в звании капитана Ковалёв был уволен в запас. Проживал в Ростове-на-Дону, работал механиком в местной автоколонне. Умер 5 января 1979 года.
Был также награждён орденами Красного Знамени, Отечественной войны 1-й и 2-й степеней, Красной Звезды, рядом медалей.